# Кофановка (Харьковская область)
Кофановка (укр. Кофанівка) — село,
Власовский сельский совет,
Кегичёвский район,
Харьковская область, Украина.
Код КОАТУУ — 6323180802. Население по переписи 2001 года составляет 20 (10/10 м/ж) человек.

## Географическое положение
Село Кофановка находится на правом берегу реки Берестовая, выше по течению на расстоянии в 1 км расположено село Медведевка, ниже по течению на расстоянии в 1 км расположено село Шевченково, на противоположном берегу расположены сёла Власовка и Золотуховка.

## История
- 1803 — дата основания.